# Ludwik Miętta-Mikołajewicz
Ludwik Miętta-Mikołajewicz (Cracovia, 20 gennaio 1932) è un ex cestista, allenatore di pallacanestro e dirigente sportivo polacco.

## Carriera
Da allenatore ha guidato la Polonia a quattro edizioni dei Campionati europei (1964, 1966, 1980, 1981).

## Palmarès
- Campionato polacco: 1

Wisła Cracovia: 1953-54